# Pål Waaktaar-Savoy
Pål Waaktaar-Savoy (né Pål Waaktaar Gamst le 6 septembre 1961 à Oslo en Norvège) est un musicien et auteur-compositeur norvégien. Il est principalement connu pour être le guitariste et principal auteur-compositeur du groupe a-ha, qu'il a fondé avec son ami d'enfance Magne Furuholmen, et dont il a écrit les plus grands succès comme Take on Me, The Sun Always Shines on T.V., Hunting High and Low, The Living Daylights (thème du film de James Bond Tuer n'est pas jouer) ou Summer Moved On.

## Vie privée
Pål Waaktaar-Savoy est marié depuis 1991 à Lauren Savoy (en), musicienne, réalisatrice et photographe américaine. Le couple partage son temps entre New York et Oslo. Ils ont un fils, August, né en 1999.

## Carrière musicale

### Spider Empire et Bridges
En 1976, Paul crée son premier groupe Spider Empire, groupe amateur qui donna tout une série de petits concerts dans la région d'Oslo jusqu'en 1979. À cette date, le groupe se professionnalise et change de nom pour devenir Bridges, nom sous lequel sort un premier album, enregistré en 1979 : Fakkeltog en 1980 qui connut un certain succès en Scandinavie. Leur 2e album, Poem, dont la sortie était prévue pour 1981, fut abandonné bien que la totalité des chansons aient été écrites. Lors d'un interview, Pål Waaktaar-Savoy annonce la sortie de l'album complet pour 2018. Ces morceaux seront repris par A-ha au début de leur carrière, notamment la chanson Take on Me.

### A-ha
Paul a été le guitariste et auteur-compositeur principal de a-ha jusqu'à leur 2e grande séparation en 2010.
Il a écrit ou coécrit 80 des 103 titres enregistrés en studio, dont 45 à lui seul.
9 albums studio ont été produits entre 1985 et 2009, auxquels se sont ajoutés deux compilations et deux albums live, ainsi que deux vidéos de concerts.
Les tensions récurrentes entre Paul et Morten Harket seraient à l'origine de la première séparation du groupe en 1994. Bien que le groupe se soit reformé en 1998, ces conflits n'ont semble-t-il jamais disparu et le groupe annonce la fin de leur collaboration en 2010, après une tournée d'adieu triomphale qui aura duré un an. Cependant, 5 ans après, le 27 septembre 2015, le groupe s'est finalement reformé pour un concert très spécial à l'occasion du festival Rock In Rio. Quelques mois auparavant, le 25 mars 2015, le groupe a en effet donné une conférence de presse à l'ambassade de Norvège en Allemagne pour officialiser leur prochain retour, avec la sortie d'un nouvel album et d'une tournée. Depuis 2015, Paul poursuit donc sa carrière avec a-ha (deux albums sont sortis en 2015 et en 2017) en parallèle avec ses autres activités musicales.    

### Savoy
Pendant la première séparation de a-ha (1994/1998), Paul crée le groupe Savoy avec sa femme Lauren et le batteur Frode Unneland. Cette formation lui permet d'explorer un côté plus "rock" qu'avec a-ha, avec notamment une plus grande importance accordée aux guitares. 
Le groupe connaît un grand succès en Norvège, et reçoit deux récompenses aux Spellemannsprisen (équivalent des Grammy Awards), en tant que meilleur groupe en 1999 et 2001. Le titre Velvet extrait de leur premier album Mary is coming figure sur la bande originale du film Divine mais dangereuse avec Liv Tyler.
Paul a écrit ou coécrit l'intégralité des 62 titres du groupe, la majorité avec sa femme Lauren.
5 albums de Savoy sont produits entre 1996 et 2004 ; une compilation de leurs meilleurs titres (réarrangés pour la plupart) est sortie en 2007.
En 2017, le groupe Savoy annonce son grand retour, avec toujours notamment Paul à la composition et interprétation. Le premier single du prochain album annoncé pour janvier 2018 sort le 24 novembre 2017 et s'intitule "Night Watch" avec des sonorités très électros. 

### Weathervane
En juin 2011, Paul présente son nouveau groupe, Weathervane, dont l'américain Jimmy Gnecco du groupe Ours est l'interprète. Les deux hommes s'étaient rencontrés à l'occasion de l'enregistrement de The Breakers, une chanson de l'album Savoy parue en 2004. 
Leur premier single, Weathervane, figure sur la bande originale du film Headhunters, adaptation du roman de Jo Nesbø.

### Waaktaar
En février 2014, Paul enregistre son premier titre sous l'appellation Waaktaar. La chanson s'appelle Manmade lake. Il ne s'agit pas là d'une nouvelle composition mais d'un titre qui avait été écrit par Paul en prévision de la sortie du dernier album de A-ha, Foot of the moutain en 2009.

## Discographie

### Avec Bridges
| Année       | Titre     | Label    |
| ----------- | --------- | -------- |
| 1979        | Fakkeltog | Våkenatt |
| Année       | Titre     | Label    |
| 1981 - 2018 | Poem      | Våkenatt |

### Avec a-ha
| Année | Titre                             | Label                 |
| ----- | --------------------------------- | --------------------- |
| 1985  | Hunting High and Low              | Warner Bros. Records  |
| 1986  | Scoundrel Days                    | Warner Bros. Records  |
| 1988  | Stay on These Roads               | Warner Bros. Records  |
| 1990  | East of the Sun, West of the Moon | Warner Bros. Records  |
| 1993  | Memorial Beach                    | Warner Bros. Records  |
| 2000  | Minor Earth Major Sky             | Warner Bros. Records  |
| 2002  | Lifelines                         | Warner Bros. Records  |
| 2005  | Analogue                          | Universal Music Group |
| 2009  | Foot of the Mountain              | Universal Music Group |
| 2015  | Cast In Steel                     |                       |
| 2017  | Summer Solstice                   |                       |

### Avec Savoy
| Année | Titre                                  | Label                |
| ----- | -------------------------------------- | -------------------- |
| 1996  | Mary is Coming                         | Warner Bros. Records |
| 1997  | Lackluster Me                          | EMI                  |
| 1999  | Mountains of Time                      | EMI                  |
| 2001  | Reasons to Stay Indoors                | EMI                  |
| 2004  | Savoy                                  | Eleventeen Records   |
| 2007  | Savoy Songbook Vol. 1                  | Universal            |
| 2017  | See the beauty - in your drab hometown | Drabant Music        |
| 2024  | Under                                  | Eleventeen Records   |

### Avec Weathervane
| Année | Titre                | Label                  |
| ----- | -------------------- | ---------------------- |
| 2011  | Weathervane (Single) | Universal Music Norway |